# Megaselia ilca
Megaselia ilca är en tvåvingeart som beskrevs av Borgmeier 1964. Megaselia ilca ingår i släktet Megaselia och familjen puckelflugor.
Artens utbredningsområde är Kalifornien. Inga underarter finns listade i Catalogue of Life.